# Mer Oughine
Mer Oughine (arménien : Մեր Ուղին, littéralement « Notre voie ») est un journal trihebdomadaire communiste en langue arménienne fondé à Paris en juillet 1931 et publié jusque début 1932.

## Historique
Mer Oughine voit le jour en juillet 1931 pour remplacer le journal Erevan (1925-1930). Kourken Tahmazian, fondateur de la Section française du Comité de secours pour l'Arménie (HOG), effectue début 1931 un séjour de quatre mois en Arménie, au cours duquel il obtient les moyens de financer ce nouveau périodique. En août 1931, Sahak Ter Gabriélian, président du Sovnarkom de l'Arménie soviétique, de passage à Paris, complète cette somme destinée à relancer l’activité éditoriale du HOG en France et dont Kourken Tahmazian a alors la supervision.
Parmi ses auteurs, on trouve notamment Avetik Issahakian, Vahan Totovents ainsi que Kourken Tahmazian lui-même. On trouve aussi Zabel Essayan qui, comme dans les autres périodiques arméniens communistes de France comme Erevan, Tzolk ou encore Archav, s'intéresse notamment dans ses articles à la littérature d'Arménie soviétique ainsi que celle des écrivains franco-arméniens. Vahram Gakavian est aussi l'un de ses auteurs, faisant paraître dans les colonnes de Mer Oughine des écrits réalistes.
Mer Oughine soutient et diffuse une position pro-Arménie et donc pro-URSS, les idées de révolution socialiste, de lutte des classes, et se fait le porte-voix des ouvriers arméniens de France en cherchant notamment leur rapprochement avec les ouvriers français. Il publie des articles sur la politique internationale, ainsi que des articles à propos de littérature arménienne et des traductions d’œuvres littéraires non arméniennes (par exemple de Romain Rolland).
Le journal tente aussi de contrer la propagande anti-soviétique de la Fédération révolutionnaire arménienne.
Mer Oughine disparaît début 1932 et est remplacé par Tarpnots et Archav.